# Esther Rolle
Esther Rolle (Pompano Beach, 8 de novembro de 1920 - Culver City, 17 de novembro de 1998) foi uma atriz estadunidense. Ela é mais conhecida por seu papel como Florida Evans, no seriado de televisão Maude, e sua série derivada Good Times, pelo qual foi indicada ao Globo de Ouro de melhor atriz em 1976. Em 1979, ela ganhou um Emmy por seu papel em Summer of My German Soldier. Roller faleceu aos 78 anos em um Hospital de Los Angeles de complicações de diabetes.

## Biografia
Esther Rolle nasceu em 8 de novembro de 1920, em Pompano Beach, Flórida, filha dos imigrantes das Bahamas Jonathan Rolle (1883–1953), um fazendeiro, e Elizabeth Iris Rolle (nascida Dames; 1887–1947). Seus pais nasceram e foram criados em Nassau , e se mudaram para a Flórida algum tempo depois do casamento. Ela foi a décima de 18 irmãos, incluindo atrizes como Estelle Evans e Rosanna Carter. Estudou em várias escolas, incluindo Spelman College, Hunter College, The New School e Yale. Antes de se tornar atriz, trabalhou por muitos anos em um emprego tradicional no setor de vestuário em Nova York.
Ela começou participando da trupe de dança de Asadata Dafora, que mais tarde virou a Federal Theater African Dance Troupe, e virou diretora em 1960. Seus primeiros papéis no palco foram em produções como "The Blacks" em 1962, e ela também atuou em peças produzidas por Robert Hooks e na Negro Ensemble Company. Além disso, ela interpretou personagens em produções como "The Crucible" e "Blues for Mr. Charlie". Seu papel mais famoso no teatro foi como Miss Maybell no musical da Broadway "Don't Play Us Cheap" de 1972, que também virou filme em 1973. Em 1977, ela interpretou Lady Macbeth na versão influenciada pelo Haiti, dirigida por Orson Welles.
Na televisão, ela é mais conhecida por seu papel como Florida Evans, que apareceu nas sitcoms "Maude" e "Good Times" nos anos 1970. Ela lutou para que seu personagem tivesse uma figura paterna forte, o que levou à introdução do personagem James Evans, interpretado por John Amos. Esther foi indicada ao Globo de Ouro em 1975 por seu papel em "Good Times" e ganhou um Emmy em 1979 pelo filme para TV "Summer of My German Soldier". Ela também fez participações especiais, como em um episódio de "O Incrível Hulk", e apareceu em programas de talk show, incluindo uma surpresa na VH-1 com Bea Arthur. Sua carreira foi marcada por papéis importantes e por sua luta por representatividade e temas relevantes.

## Filmografia selecionada
- Maude - Florida Evans (1972-1974)
- Summer of My German Soldier - Ruth (1978)
- Driving Miss Daisy - Idella (1989)
- Rosewood - Tia Sarah (1997)
- Down in The Delta - Annie Sinclair (1998)